# Éole (1789)
Pour les autres navires du même nom, voir Éole (navire).
L'Éole est un navire de guerre français. C'est un vaisseau de ligne de classe Téméraire portant 74 canons.

## Historique
Il a pris part à la bataille du 13 prairial an II, où il a notamment engagé le HMS Bellerophon. 
Il participe ensuite à l'expédition d'Irlande.

### Sources et bibliographie
- Jean Meyer et Martine Acerra, Histoire de la marine française : des origines à nos jours, Rennes, Ouest-France, 1994, 427 p. [détail de l’édition] (ISBN 2-7373-1129-2, BNF 35734655)
- Rémi Monaque, Une histoire de la marine de guerre française, Paris, éditions Perrin, 2016, 526 p. (ISBN 978-2-262-03715-4)
- Martine Acerra et André Zysberg, L'essor des marines de guerre européennes : vers 1680-1790, Paris, SEDES, coll. « Regards sur l'histoire » (no 119), 1997, 298 p. [détail de l’édition] (ISBN 2-7181-9515-0, BNF 36697883)
- Michel Vergé-Franceschi (dir.), Dictionnaire d'Histoire maritime, éditions Robert Laffont, coll. « Bouquins », 2002
- Guy Le Moing, Les 600 plus grandes batailles navales de l'Histoire, Rennes, Marines Éditions, mai 2011, 620 p. (ISBN 978-2-35743-077-8)
- Jean-Michel Roche, Dictionnaire des bâtiments de la flotte de guerre française de Colbert à nos jours (1671-1870), 2005, 1118 p. (ISBN 978-2-9525917-0-6, OCLC 165892922)
- Alain Demerliac, La Marine de Louis XVI : nomenclature des navires français de 1774 à 1792, Nice, Omega, 1996, 238 p. (ISBN 2-906381-23-3).